# João Paulo Diniz
João Paulo Falleiros dos Santos Diniz (São Paulo, 19 de setembro de 1963 — Paraty, 31 de julho de 2022) foi um investidor bilionário e empresário brasileiro dono da Componente, uma empresa de investimentos criada, em 2003, para administrar os seus diversos negócios. Era formado em Administração de Empresas pela Fundação Getúlio Vargas e frequentou a London Business School. João iniciou sua carreira no varejo integrando o quadro profissional do Grupo Pão de Açúcar, empresa fundada por seu avô Valentim dos Santos Diniz e desenvolvida por seu pai Abilio Diniz. Era casado com Ana Garcia desde 2011 e teve quatro filhos, dois do seu primeiro casamento com Paula Mott (Abilio e Rafael) e com a atual esposa mais dois (Eduardo e Joana).

## Biografia
João Paulo Falleiros dos Santos Diniz começou sua vida profissional aos 21 anos no Grupo Pão de Açúcar como trainee, quando cursava Administração de Empresas na Fundação Getúlio Vargas, em São Paulo. Durante o primeiro ano de trabalho, passou por todas as áreas da empresa, conhecendo os processos e aprendendo na prática como uma grande corporação funciona. Em seguida, com a graduação já concluída, ficou por cinco anos no departamento de Planejamento Orçamentário.
João Paulo Diniz liderou a joint venture Express, uma parceria do Pão de Açúcar com a Shell – a primeira loja de conveniência do Brasil, localizada no maior posto da Av. Rubem Berta, em São Paulo.
Em 1991, após a crise no Grupo Pão de Açúcar, João Paulo Diniz tornou-se responsável por todos os negócios que não faziam parte do core business do Pão de Açúcar. Com o objetivo de manter o foco e a missão do Pão de Açúcar, o empresário redefiniu o portfólio do grupo.
Partindo em busca de oportunidades dentro da empresa que mais se identificavam com seu perfil, João Paulo Diniz, após concluir a pós-graduação na London Business School, em 1994, liderou dois lançamentos importantíssimos para a modernização da companhia: a criação do serviço Pão de Açúcar Delivery, que marcou o supermercado como o primeiro a usar tecnologia e internet comercialmente; e também o desenvolvimento do cartão de crédito Pão de Açúcar.
Em 2003, a família Abilio Diniz optou pela profissionalização do GPA e João – assim como toda a família – deixou a direção executiva e, aos poucos, e passou a exercer funções no conselho de administração da companhia. Dez anos após a profissionalização, encerra-se esse ciclo no GPA.

## Componente
A Componente foi criada, em 2003, para administrar os negócios de João Paulo Diniz. A paixão pelo empresário pelos esportes e o interesse pela alta gastronomia se refletem em suas escolhas de investimento. O atual portfólio da Componente apresenta negócios relacionados ao universo gastronômico como o Grupo Forneria, os restaurantes Ecco e Dressing e a distribuidora Globalbev; e esportivo, como o grupo Bodytech, maior rede de academias do Brasil, e RC Bikes, especializada em comercialização de bicicletas.

## Grupo Fasano
O contato com Rogério Fasano começou quando João Paulo Diniz ainda estava no Grupo Pão de Açúcar. Mas a parceria só se tornou realidade em 2002, quando o Grupo Fasano adquiriu o terreno onde hoje está localizado o Hotel Fasano. Na época, o Grupo investia nas marcas Parigi e Gero Caffé e precisava, portanto, de um sócio para tornar realidade a ideia de construir um hotel, que seria o Hotel Fasano.
Em 2007, João Paulo Diniz, desfez a sociedade com o Grupo Fasano, ficando com o restaurante Forneria San Paolo.

## Esporte
O interesse por esportes sempre fez parte da vida de João Paulo Diniz. O empresário começou a praticar triatlo em 1986 e participou de mais de 20 maratonas desde 1991, quando correu a maratona de Nova York pela primeira vez. Ao todo, foram dez maratonas de Nova Iorque, seis de Chicago, duas em Paris, uma em Londres e uma em Porto Alegre.
João Paulo Diniz foi um dos idealizadores da Maratona de Revezamento Pão de Açúcar. Desde que correu sua primeira maratona de Nova Iorque, em 1991, João Paulo influenciou toda a família – inclusive o pai, Abílio Diniz, que por meio do filho acabou se tornando adepto desse tipo de competição.
Outros esportes também chamaram a atenção de João Paulo ao longo da vida. Em 1995 e 1997, participou do time brasileiro que competiu em uma das maiores provas de resistência do mundo – a Race Across America, cujo objetivo é cruzar os Estados Unidos de bicicleta ininterruptamente, numa equipe de ciclistas, de uma costa à outra. Nos anos em que competiu, sua equipe chegou em segundo e terceiro lugares, respectivamente. João Paulo Diniz também participou de provas de ironman. A primeira, em 1996, foi no Havaí, seguida por duas competições na Alemanha e quatro no Brasil.

## Projetos sociais e culturais
Por acreditar na força do esporte como agente transformador, João Paulo procurou incentivar projetos que buscassem a promoção e a profissionalização da prática esportiva no Brasil. Membro do conselho da ONG Livewright, ele também apoiou o Movimento Atletas pelo Brasil. O empresário ainda foi conselheiro do Instituto Península, braço social da família Abilio Diniz criado para apoiar projetos de educação e esportes.

## Acidente aéreo
Na noite de 27 de julho de 2001 na praia de Maresias, em São Sebastião, litoral norte de São Paulo o helicóptero em que estavam João Paulo, a modelo Fernanda Vogel (namorada do empresário à época) um piloto e um co-piloto caiu no mar. Sobreviveram apenas João Paulo e o co-piloto Luiz Eduardo, que tiveram de nadar por mais de 2 quilômetros até a praia.

## Morte
Morreu no dia 31 de julho de 2022, aos 58 anos de idade, em sua casa localizada num condomínio na cidade de Paraty, vítima de infarto.